# Kasteel van Trévarez
Het Kasteel van Trévarez (Frans: Château de Trévarez) is een kasteel in de Franse gemeente Saint-Goazec. Het kasteel is een beschermd historisch monument sinds 2009. Het kasteel is gebouwd in klassieke stijl met moderne voorzieningen zoals elektriciteit en centrale verwarming.